# Lluís Bonet i Garí

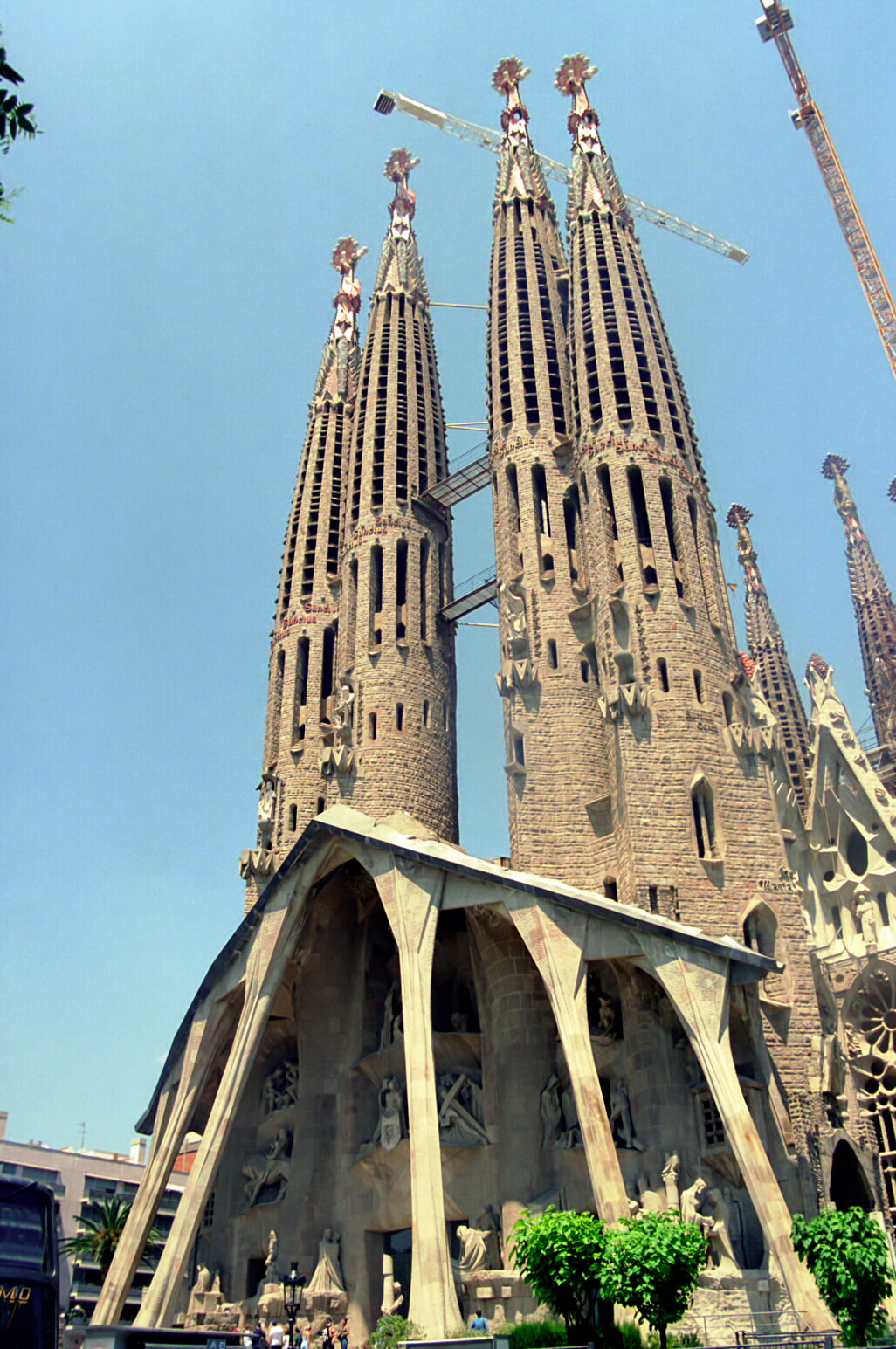
Fachada da Paixão da Sagrada Família, onde trabalhou Bonet i Garí.

Lluís Bonet i Garí (el Cros, Argentona, Maresme, 1893 - Barcelona, 1993) foi um arquitecto espanhol</ref>. Diplomado em 1918, formou-se com Josep Puig i Cadafalch e foi discípulo de Antoni Gaudí, com quem colaborou no Templo Expiatório da Sagrada Família, prosseguindo as obras desde 1954. Em colaboração com Isidre Puig i Boada e Francesc Quintana, encarregou-se da nova fachada da Paixão.
Bonet continuou o estilo de Gaudí na capela de São Miquel del Cros, em Argentona (1929), e foi um dos representantes do monumentalismo (Instituto Nacional de Previsão e Banco Vitalício, Barcelona, 1949). Protector da cultura catalã durante o franquismo, realizou em sua casa várias sessões do Institut d'Estudis Catalans (1941-1959). Autor de Las masías del Maresme (1983). Foi pai do também arquitecto Jordi Bonet i Armengol, actual director das obras da Sagrada Família.